# Faschingszoll

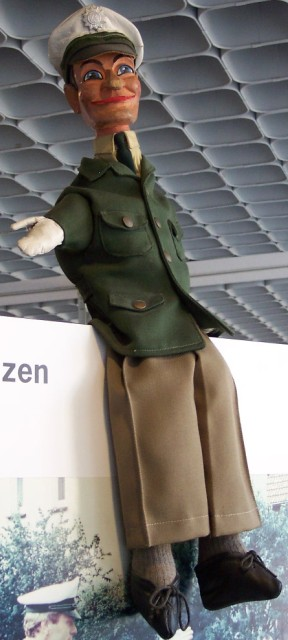
Ein Kollege vom Faschingszoll?

Der Faschingszoll oder Narrenzoll ist eine regionale Tradition zur Zeit des Karnevals oder Faschings. In Gegenden von Karnevalshochburgen sperren hierbei Kinder und Jugendliche meist am Faschingsdienstag kleinere Straßen mit Seilen oder Holzlatten und verlangen von den anhaltenden Autofahrern dann eine Abgabe, meist in Form von Süßigkeiten oder Münzgeld.

## Rechtliches
Aus juristischer Sicht ist der Narrenzoll unzulässig und kann in besonders schweren Fällen sogar als Nötigung oder gefährlichen Eingriff in den Straßenverkehr geahndet werden. Jedoch sieht die Polizei bei harmlosen Fällen zumeist von einer Verfolgung ab, soweit die Kinder nicht-zahlende Autofahrer unverzüglich weiterfahren lassen und von der Absperrung keine besondere Gefahr (z. B. durch nicht sichtbare Barrieren) ausgeht. Dennoch sollten sich die Erziehungsberechtigten stets ihrer Aufsichtspflicht bewusst sein und Kinder bei solchen Aktionen nicht unbeaufsichtigt lassen.